# زنگلان سفلی
زنگلان سفلی، روستایی است از توابع بخش حاجیلار شهرستان چایپاره در استان آذربایجان غربی .

## جمعیت
این روستا در دهستان حاجیلار جنوبی قرار داشته و بر اساس سرشماری سال ۱۳۸۵ جمعیت آن ۱۶۵۰ نفر (۴۱۸ خانوار) 
بوده است..   

## افراد معروف زنگلان
اربابان این روستا دو برادر به نام های حسین علمشاهی زنگلانی و محمدرضا علمشاهی زنگلانی که هم زنگلان علیا و هم زنگلان سفلی متعلق به ایشان بود که سند شش دانگ آن از بالغ خان پسر سردار ماکو خریداری شده بود.